# 3691 Bede
3691 Bede è un asteroide near-Earth del diametro medio di circa 4,3 km. Scoperto nel 1982, presenta un'orbita caratterizzata da un semiasse maggiore pari a 1,7743703 UA e da un'eccentricità di 0,2840229, inclinata di 20,36865° rispetto all'eclittica.